# Estadio Arquitecto Ricardo Etcheverry
Das Estadio Arquitecto Ricardo Etcheverry (deutsch: Architekt-Ricardo-Etcheverry-Stadion) ist ein Stadion in der argentinischen Hauptstadt Buenos Aires. Es wurde am 2. Januar 1905 offiziell eröffnet und fasst heute 24.858 Zuschauer. 
Der Fußballverein Ferro Carril Oeste trägt hier in der Avellaneda 1240 seine Heimspiele aus.

## Namensgebung
Das Stadion wurde 1995 nach dem Architekten Ricardo Etcheverri benannt, der mehr als 30 Jahre Vize-Präsident des Vereins war.